# Autarquia del pla
L'autarquia del pla és una tècnica cinematogràfica típica del model de representació primitiu. Gràcies a aquesta tècnica primerenca i pionera, cada pla és relativament independent del seu predecessor i antecessor, és a dir, tota acció se situa dins del quadre, ja que el fora de camp encara no s'havia introduït, cosa que patentaria l'Escola de Brighton, oferint una continuïtat en funció del que sol·liciti el metratge.
L'autarquia del pla es caracteritza per un posicionament frontal i horitzontal de la càmera, normalment per il·lustrat un pla general on es desenvolupa l'acció. Filmacions com The Great Train Robbery, considerat el primer Western de la història, estrenat el 1903, començarien a emprar plans detall i a posar la càmera en moviment per alliberar-la i dotar a la narració d'unes constants més dinàmiques.
Dit d'una altra manera, aquesta tècnica empra un pla ampli que cobreix la totalitat de l'escenografia, amb un teló de fons pintat davant del qual els actors es desplacen horitzontalment i en una posició allunyada de la càmera, sense que l'observessin. La qüestió de la perspectiva i la profunditat de camp començarien a ser fruit de la parla arran d'aquest model de representació primitiu, ja que per exemple, els germans Lumière ja n'introdugueren a l'Arribada d'un tren a l'estació (1896).
L'autarquia del pla fou influenciada per la pintura i després per la fotografia, creant un espaitemps d'elements simultanis sense jerarquització i amb una linealització narrativa simple.
En el moment en el qual la successió de plans atorgués un ràcord ja estaríem parlant d'un mode de representació institucional, ja que a Anglaterra es parlava que l'autarquia del pla produïa una exterioritat, és a dir, una confusió perceptiva en la posada en escena que feia perdre el fil narratiu.